# Província de Narín
La província de Narín (en kirguís: Нарын областы; en rus: Нарынская область) és una província (óblast) del Kirguizstan. La capital és Narín. Té una extensió semblant a la de Dinamarca.
L'àmbit econòmic és dominat per la pastura d'animals (ovelles, cavalls i iacs) amb la llana i la carn com els productes principals. Es considera la regió més pobra del país.